# Tomaž Pisanski
Tomaž Pisanski, slovenski matematik, * 24. maj 1949, Ljubljana.
Diplomiral je 1972 in doktoriral 1981 na FNT Univerze v Ljubljani. V letih 1969-70 se je izpopolnjeval na univerzi v Nancyju (Francija) in opravil še magisterij iz računalništva na Pennsylvania State University (ZDA). Od 1972 je zaposlen na FNT, od 1993 je redni profesor na Fakulteti za matematiko in fiziko v Ljubljani. Leta 1992 je ustanovil oddelek za teoretično računalništvo na Inštitutu za matematiko, fiziko in mehaniko. Predaval je na univerzah v 6 državah in bil med organizatorji več kot 20 znanstvenih in strokovnih srečanj. Predaval je v Sloveniji, na Hrvaškem, v Avstriji, Italiji, ZDA, Kanadi in na Novi Zelandiji, bil je mentor 15 doktorandom. Je član Inženirske akademije Slovenije, Mednarodne akademije za matematično kemijo ter Academia Europaea. Bil je predsednik Sveta za znanost in predsednik Sveta za visoko šolstvo. Je dobitnik bronaste medalje mednarodne matematične olimpijade srednješolcev, častni član Društva matematikov, fizikov in astronomov Slovenije, prejemnik Srebrnega reda za zasluge Republike Slovenije, dvakrat je prejel nagrado Kidričevega sklada, 2015 pa tudi Zoisovo nagrado za vrhunske dosežke. 
Tomaž Pisanski deluje na področju diskretne (teorija grafov) in računalniške matematike, z aplikacijami v naravoslovju, tehniki in družboslovju. Pisanski je eden od pionirjev topološke teorije grafov na svetu in začetnik svetovno znane slovenske šole teorije grafov. Leta 2008 je soustanovil prvo mednarodno matematično revijo v Sloveniji, Ars Mathematica Contemporanea, ki se je leta 2014 uvrstila v prvo polovico SCI revij na matematičnem področju.
Prof. Pisanski je soavtor knjige o konfiguracijah, ki je izšla pri založbi Springer. Je tudi eden od ustanovnih in glavnih urednikov revije Ars Mathematica Contemporanea, prve in edine slovenske znanstvene revije, ki je pri indeksu citiranja ISI za leto 2015 v prvi četrtini po faktorju vpliva. Ob tem je tudi predsednik organizacijskega odbora 8. Evropskega matematičnega kongresa, ki bo leta 2020 v Portorožu.
Leta 2013 je skupaj z Brigitte Servatius objavil znanstveno monografijo Configurations from a Graphical Viewpoint, ki je izšla pri ugledni založbi Birkhäuser. Poleg tega je objavil štiri poglavja v mednarodnih monografskih publikacijah in več kot 100 znanstvenih in strokovnih ter poljudnoznanstvenih člankov. Bil je med ustanovitelji revije Presek, dvakrat tudi sourednik posebnih številk revije Discrete Mathematics. 
Je redni član Inženirske akademije Slovenije. Leta 2015 je postal častni član DMFA, 2016 pa je prejel Nagrado “Donald Michie and Alan Turing” za življenjsko delo.
Ukvarjal se je tudi z grboslovjem in rodoslovjem.